# Olympische Sommerspiele 1992/Teilnehmer (Norwegen)
| Gelbes Symbol für Goldmedaillen mit stilisierten Olympischen Ringen | Graues Symbol für Silbermedaillen mit stilisierten Olympischen Ringen | Braundes Symbol für Bronzemedaillen mit stilisierten Olympischen Ringen |
| ------------------------------------------------------------------- | --------------------------------------------------------------------- | ----------------------------------------------------------------------- |
| 2                                                                   | 4                                                                     | 1                                                                       |

Norwegen nahm an den Olympischen Sommerspielen 1992 in Barcelona mit einer Delegation von 83 Athleten (51 Männer und 32 Frauen) teil. Fahnenträgerin bei der Eröffnungsfeier war die Windsurferin Jorunn Horgen.

## Medaillengewinner

### Gold
| Name           | Sportart | Wettkampf                                  |
| -------------- | -------- | ------------------------------------------ |
| Jon Rønningen  | Ringen   | Männer, Fliegengewicht, griechisch-römisch |
| Linda Andersen | Segeln   | Frauen, Europe                             |

### Silber
| Name | Sportart | Wettkampf                       |
| --- | -------- | ------------------------------- |
| Mona Dahle, Kristine Duvholt, Siri Eftedal, Hege Frøseth, Susann Goksør, Henriette Henriksen, Hanne Hogness, Karin Pettersen, Tonje Sagstuen, Annette Skotvoll, Ingrid Steen, Heidi Sundal, Cathrine Svendsen und Heidi Tjugum | Handball | Frauenturnier                   |
| Knut Holmann | Kanu     | Männer, Kajak-Einer, 1000 Meter |
| Lars Bjønness, Per Sætersdal, Rolf Thorsen und Kjetil Undset | Rudern   | Männer, Doppelvierer            |
| Harald Stenvaag | Schießen | Männer, Kleinkaliber, liegend   |

### Bronze
| Name         | Sportart | Wettkampf                      |
| ------------ | -------- | ------------------------------ |
| Knut Holmann | Kanu     | Männer, Kajak-Einer, 500 Meter |

## Teilnehmer nach Sportarten

### Badminton
- Hans Sperre
Männer, Einzel: 1. Runde

### Bogenschießen
- Martinius Grov
Männer, Einzel: 4. Platz

### Boxen
- Ole Klemetsen
Männer, Halbmittelgewicht: Viertelfinale

### Handball
- Frauen
Silber

- Kader
Mona Dahle
Kristine Duvholt
Siri Eftedal
Hege Frøseth
Susann Goksør Bjerkrheim
Henriette Henriksen
Hanne Hogness
Karin Pettersen
Tonje Sagstuen
Annette Skotvoll
Ingrid Steen
Heidi Sundal
Cathrine Svendsen
Heidi Tjugum

### Judo
- Stig Traavik
Männer, Halbleichtgewicht: 24. Platz

### Kanu
- Knut Holmann
Männer, Kajak-Einer, 500 Meter: Bronze 
Männer, Kajak-Einer, 1000 Meter: Silber

- Peter Ribe & Thomas Roander
Männer, Kajak-Zweier, 500 Meter: Viertelfinale
Männer, Kajak-Zweier, 1000 Meter: Halbfinale

- Hege Brannsten & Ingeborg Rasmussen
Frauen, Kajak-Zweier, 500 Meter: Halbfinale

- Nina Bergsvik, Hege Brannsten, Ingeborg Rasmussen & Tone Rasmussen
Frauen, Kajak-Vierer, 500 Meter: Halbfinale

### Leichtathletik
- Mette Bergmann
Frauen, Diskuswurf: 21. Platz in der Qualifikation

- Atle Douglas
Männer, 800 Meter: Halbfinale

- John Halvorsen
Männer, 10.000 Meter: 19. Platz

- Steinar Hoen
Männer, Hochsprung: 15. Platz in der Qualifikation

- Olav Jenssen
Männer, Diskuswurf: 13. Platz in der Qualifikation

- Vebjørn Rodal
Männer, 800 Meter: Halbfinale

- Håkon Särnblom
Männer, Hochsprung: 19. Platz in der Qualifikation

- Anne Brit Skjæveland
Frauen, Siebenkampf: 22. Platz

- Trine Solberg-Hattestad
Frauen, Speerwurf: 5. Platz

### Radsport
- Ingunn Bollerud
Frauen, Straßenrennen: 41. Platz

- Lars Kristian Johnsen
Männer, Straßenrennen: 45. Platz

- Steffen Kjærgaard
Männer, 4000 Meter Einerverfolgung: in der Vorrunde ausgeschieden

- Stig Kristiansen
Männer, 100 Kilometer Mannschaftszeitfahren: 11. Platz

- Gunhild Ørn
Frauen, Straßenrennen: 37. Platz

- Roar Skaane
Männer, 100 Kilometer Mannschaftszeitfahren: 11. Platz

- Bjørn Stenersen
Männer, Straßenrennen: 38. Platz
Männer, 100 Kilometer Mannschaftszeitfahren: 11. Platz

- Karsten Stenersen
Männer, Straßenrennen: 57. Platz
Männer, 100 Kilometer Mannschaftszeitfahren: 11. Platz

- Monica Valvik-Valen
Frauen, Straßenrennen: 5. Platz

### Reiten
- Morten Aasen
Springreiten, Einzel: DNF

### Ringen
- Jon Rønningen
Männer, Fliegengewicht, griechisch-römisch: Gold

- Lars Rønningen
Männer, Halbfliegengewicht, griechisch-römisch: 7. Platz

### Rudern
- Snorre Lorgen & Sverke Lorgen
Männer, Zweier ohne Steuermann: 7. Platz

- Lars Bjønness, Per Sætersdal, Rolf Thorsen & Kjetil Undset
Männer, Doppelvierer: Silber

### Schießen
- Stein Olav Fiskebeck
Männer, Luftpistole: 14. Platz
Männer, Freie Pistole: 10. Platz

- Nils Petter Håkedal
Männer, Luftgewehr: 27. Platz
Männer, Kleinkaliber, Dreistellungskampf: 19. Platz
Männer, Kleinkaliber, liegend: 15. Platz

- Lindy Hansen
Frauen, Luftgewehr: 44. Platz
Frauen, Kleinkaliber, Dreistellungskampf: 35. Platz

- Tor Heiestad
Männer, Laufende Scheibe: 10. Platz

- Harald Jensen
Skeet: 33. Platz

- Harald Stenvaag
Männer, Luftgewehr: 18. Platz
Männer, Kleinkaliber, Dreistellungskampf: 5. Platz
Männer, Kleinkaliber, liegend: Silber

- Hanne Vataker
Frauen, Luftgewehr: 23. Platz
Frauen, Kleinkaliber, Dreistellungskampf: 22. Platz

### Schwimmen
- Irene Dalby
Frauen, 200 Meter Freistil: 23. Platz
Frauen, 400 Meter Freistil: 11. Platz
Frauen, 800 Meter Freistil: 5. Platz

- Trond Høines
Männer, 4 × 200 Meter Freistil: 14. Platz
Männer, 4 × 100 Meter Lagen: 17. Platz

- Kjell Ivar Lundemoen
Männer, 4 × 200 Meter Freistil: 14. Platz

- Jarl Inge Melberg
Männer, 100 Meter Freistil: 28. Platz
Männer, 200 Meter Freistil: 19. Platz
Männer, 400 Meter Freistil: 38. Platz
Männer, 4 × 200 Meter Freistil: 14. Platz
Männer, 4 × 100 Meter Lagen: 17. Platz

- Børge Mørk
Männer, 100 Meter Brust: 37. Platz
Männer, 200 Meter Brust: 26. Platz
Männer, 4 × 100 Meter Lagen: 17. Platz

- Thomas Sopp
Männer, 4 × 200 Meter Freistil: 14. Platz
Männer, 100 Meter Rücken: 39. Platz
Männer, 200 Meter Rücken: 31. Platz
Männer, 4 × 100 Meter Lagen: 17. Platz

### Segeln
- Linda Andersen
Frauen, Europe: Gold

- Per Gunnar Haugen
Männer, Windsurfen: 22. Platz

- Jorunn Horgen
Frauen, Windsurfen: 8. Platz

- Ida Andersen & Tonje Kristiansen
Frauen, 470er: 14. Platz

- Knut Frostad & Ole Petter Pollen
Flying Dutchman: 7. Platz

- Herman Horn Johannessen & Pål McCarthy
Männer, 470er: 5. Platz

- Per Arne Nilsen & Odd Stray
Tornado: 15. Platz

- Thom Haaland, Rune Jacobsen & Erling Landsværk
Soling: 10. Platz

### Tennis
- Bent-Ove Pedersen
Männer, Doppel: 1. Runde

- Christian Ruud
Männer, Einzel: 1. Runde
Männer, Doppel: 1. Runde

### Turnen
- Anita Tomulevski
Frauen, Einzelmehrkampf: 79. Platz in der Qualifikation
Frauen, Boden: 88. Platz in der Qualifikation
Frauen, Pferd: 81. Platz in der Qualifikation
Frauen, Stufenbarren: 65. Platz in der Qualifikation
Frauen, Schwebebalken: 57. Platz in der Qualifikation

### Wasserspringen
- Christian Styren
Männer, Kunstspringen: 19. Platz in der Qualifikation